# Brachycyrtus veriatrix
Brachycyrtus veriatrix là một loài tò vò trong họ Ichneumonidae.